# Сборная Армении по мини-футболу
Сборная Армении по мини-футболу (футзалу) (арм. Հայաստանի Ֆուտզալի ազգային հավաքական) — команда, представляющая Армению на международных соревнованиях по мини-футболу. Управляющая организация — Федерация футбола Армении.

## История
Команда принимает участие в международных соревнованиях с 2000 года. На 2025 год сборная ни разу не отбиралась на чемпионаты мира. В апреле 2025 года впервые вошла в топ-20 рейтинга ФИФА.
В марте 2025 года команда Армении впервые отобралась на чемпионат Европы по мини-футболу и выступит на турнире в Латвии и Литве в 2026 году. Сборная вышла в финальную часть напрямую (с 1 места в группе 6), в том числе дважды обыграв фаворитов группы — сборную Казахстана.

### Натурализованные игроки
В начале 2020-х годов Армения провела кампанию по натурализации игроков с российским и бразильским гражданством, игравших, в основном, в российской Суперлиге. Так, игроками сборной стали, в частности, Никита Хромых, Денис Неведров, Артур Мелконян, Жуау Гилерме; позднее Арсений Петросян, Геворг Мнацаканян, Родригиньо, Жулио Занотто, Фелипе Парадински. Сборная и клубы Суперлиги получали от этого взаимную выгоду, так как с лета 2020 года игроки с армянским гражданством переставали считаться легионерами; регламент же Суперлиги подразумевает наличие не более 4 легионеров в заявке на сезон и 3 в заявке на каждый отдельно взятый матч. Однако в результате протеста, поданного португальской и финской федерациями футбола в ходе отбора на чемпионат мира по мини-футболу 2024 года, все игроки, не имеющие армянских корней и не проживавшие в течение 5 лет на территории Армении, лишались права вызываться в сборную. Таковыми в итоге оказались бразильцы. В российском чемпионате они также потеряли статус «не-легионеров». Российские же игроки остались в сборной, так как они всё же имеют армянские корни.

## Состав
Состав сборной Армении на матч против сборной Албании 5 февраля 2025 года:
| №  | Поз | Футболист            | Дата рождения   | Клуб              |
| -- | --- | -------------------- | --------------- | ----------------- |
| 1  | Вр  | Артур Мкртчян        | 29 апреля 1996  | Ереван            |
| 16 | Вр  | Альберт Агаджанов    | 5 февраля 1994  | ТЗМС              |
| 3  |     | Гамлет Манукян       | 4 апреля 1991   | Юниспорт          |
| 5  |     | Микаел Гандилян      | 24 марта 1994   | ИрАэро            |
| 6  |     | Никита Хромых        | 27 марта 1995   | Торпедо           |
| 7  |     | Владимир Саносян (к) | 29 апреля 1996  | Норильский никель |
| 8  |     | Денис Неведров       | 6 апреля 1994   | Тюмень            |
| 10 |     | Рафик Меликян        | 31 марта 1999   | Актобе            |
| 11 |     | Гарегин Машумян      | 1 сентября 1989 | Ереван            |
| 13 |     | Артур Мелконян       | 29 октября 1991 | ЛКС               |
| 18 |     | Агасси Егиазарян     | 1 марта 2006    | Ереван            |
| 22 |     | Артур Пататян        | 9 сентября 2001 | Ереван            |
| 23 |     | Арсен Петросов       | 5 июня 2006     | Торпедо           |

## Турнирные достижения

### Чемпионаты мира
| Год   | Раунд турнира                 | Матчи                         | Победы                        | Ничьи                         | Поражения                     | Забито                        | Пропущено                     |
| ----- | ----------------------------- | ----------------------------- | ----------------------------- | ----------------------------- | ----------------------------- | ----------------------------- | ----------------------------- |
| 1989  | Армения входила в состав СССР | Армения входила в состав СССР | Армения входила в состав СССР | Армения входила в состав СССР | Армения входила в состав СССР | Армения входила в состав СССР | Армения входила в состав СССР |
| 1992  | не заявились                  | не заявились                  | не заявились                  | не заявились                  | не заявились                  | не заявились                  | не заявились                  |
| 1996  | не заявились                  | не заявились                  | не заявились                  | не заявились                  | не заявились                  | не заявились                  | не заявились                  |
| 2000  | не квалифицировались          | не квалифицировались          | не квалифицировались          | не квалифицировались          | не квалифицировались          | не квалифицировались          | не квалифицировались          |
| 2004  | не квалифицировались          | не квалифицировались          | не квалифицировались          | не квалифицировались          | не квалифицировались          | не квалифицировались          | не квалифицировались          |
| 2008  | не квалифицировались          | не квалифицировались          | не квалифицировались          | не квалифицировались          | не квалифицировались          | не квалифицировались          | не квалифицировались          |
| 2012  | не квалифицировались          | не квалифицировались          | не квалифицировались          | не квалифицировались          | не квалифицировались          | не квалифицировались          | не квалифицировались          |
| 2016  | не квалифицировались          | не квалифицировались          | не квалифицировались          | не квалифицировались          | не квалифицировались          | не квалифицировались          | не квалифицировались          |
| 2021  | не квалифицировались          | не квалифицировались          | не квалифицировались          | не квалифицировались          | не квалифицировались          | не квалифицировались          | не квалифицировались          |
| 2024  | не квалифицировались          | не квалифицировались          | не квалифицировались          | не квалифицировались          | не квалифицировались          | не квалифицировались          | не квалифицировались          |
| Итого | 0/10                          | 0                             | 0                             | 0                             | 0                             | 0                             | 0                             |

### Чемпионаты Европы
| Год   | Раунд турнира                            | Матчи                                    | Победы                                   | Ничьи                                    | Поражения                                | Забито                                   | Пропущено                                |
| ----- | ---------------------------------------- | ---------------------------------------- | ---------------------------------------- | ---------------------------------------- | ---------------------------------------- | ---------------------------------------- | ---------------------------------------- |
| 1996  | не заявились                             | не заявились                             | не заявились                             | не заявились                             | не заявились                             | не заявились                             | не заявились                             |
| 1999  | не заявились                             | не заявились                             | не заявились                             | не заявились                             | не заявились                             | не заявились                             | не заявились                             |
| 2001  | не заявились                             | не заявились                             | не заявились                             | не заявились                             | не заявились                             | не заявились                             | не заявились                             |
| 2003  | не квалифицировались                     | не квалифицировались                     | не квалифицировались                     | не квалифицировались                     | не квалифицировались                     | не квалифицировались                     | не квалифицировались                     |
| 2005  | не квалифицировались                     | не квалифицировались                     | не квалифицировались                     | не квалифицировались                     | не квалифицировались                     | не квалифицировались                     | не квалифицировались                     |
| 2007  | не квалифицировались                     | не квалифицировались                     | не квалифицировались                     | не квалифицировались                     | не квалифицировались                     | не квалифицировались                     | не квалифицировались                     |
| 2010  | не квалифицировались                     | не квалифицировались                     | не квалифицировались                     | не квалифицировались                     | не квалифицировались                     | не квалифицировались                     | не квалифицировались                     |
| 2012  | не квалифицировались                     | не квалифицировались                     | не квалифицировались                     | не квалифицировались                     | не квалифицировались                     | не квалифицировались                     | не квалифицировались                     |
| 2014  | не квалифицировались                     | не квалифицировались                     | не квалифицировались                     | не квалифицировались                     | не квалифицировались                     | не квалифицировались                     | не квалифицировались                     |
| 2016  | не квалифицировались                     | не квалифицировались                     | не квалифицировались                     | не квалифицировались                     | не квалифицировались                     | не квалифицировались                     | не квалифицировались                     |
| 2018  | не квалифицировались                     | не квалифицировались                     | не квалифицировались                     | не квалифицировались                     | не квалифицировались                     | не квалифицировались                     | не квалифицировались                     |
| 2022  | не квалифицировались                     | не квалифицировались                     | не квалифицировались                     | не квалифицировались                     | не квалифицировались                     | не квалифицировались                     | не квалифицировались                     |
| 2026  | квалифицировались; турнир ещё не начался | квалифицировались; турнир ещё не начался | квалифицировались; турнир ещё не начался | квалифицировались; турнир ещё не начался | квалифицировались; турнир ещё не начался | квалифицировались; турнир ещё не начался | квалифицировались; турнир ещё не начался |
| Итого | 0/12                                     | 0                                        | 0                                        | 0                                        | 0                                        | 0                                        | 0                                        |

## Главные тренеры
| Годы       | Главный тренер  |
| ---------- | --------------- |
| 2003—2017  | Рубен Назаретян |
| 2017       | Зограб Ниазян   |
| 2017—н. в. | Рубен Назаретян |